# Каракулинский район
Каракулинский район (удм. Каракуль ёрос) — административно-территориальная единица и упразднённое муниципальное образование (муниципальный район) в Удмуртской Республике Российской Федерации. Административный центр — село Каракулино.
Законом от 27 мая 2021 года № 54-РЗ к 10 июня 2021 года муниципальный район и входящие в его состав сельские поселения были преобразованы в муниципальный округ (слово район в названии сохранено).

## Физико-географические сведения
Район расположен в юго-восточной части республики и граничит: на юге и западе с Республикой Татарстан, на востоке — с Республикой Башкортостан, на севере — с Сарапульским районом Удмуртской Республики. Район расположен на Сарапульской возвышенности. Восточная граница района проходит по реке Кама и по территории района протекают её притоки — Большая Емаша, Кобылка, Буториха и множество других.
Лесистость района 7,6 %, при средней по Удмуртии — 46,8 %.

## История
Впервые Каракулинский район был образован в октябре 1923 года как экспериментальный, но уже в следующем 1924 году ликвидирован. 4 ноября 1926 года район образован повторно в составе Вятской губернии. В конце 1931 года район снова ликвидирован и объединëн с Сарапульским районом в составе Нижегородской области. В феврале 1935 года Каракулинский район образован в третий раз в составе Кировской области.
22 октября 1937 года район из Кировской области передан в состав Удмуртской АССР.
С 1963 года по 1965 годы Каракулинский район в очередной раз ликвидирован и его территория входила в состав Сарапульского сельского района. На основании Указа Президиума Верховного Совета УАССР от 12 января 1965 года район был снова образован, как самостоятельная территориальная единица.

## Население
| 1959    | 1970    | 1979    | 1989    | 2002    | 2009    | 2010    | 2011    | 2012    |
| ------- | ------- | ------- | ------- | ------- | ------- | ------- | ------- | ------- |
| 14 804  | ↗15 911 | ↘14 408 | ↗14 620 | ↘13 835 | ↘13 009 | ↘12 230 | ↘12 207 | ↘11 983 |
| 2013    | 2014    | 2015    | 2016    | 2017    | 2018    | 2019    | 2020    | 2021    |
| ↘11 835 | ↘11 614 | ↘11 378 | ↘11 152 | ↘10 873 | ↘10 646 | ↘10 450 | ↘10 272 | ↗10 471 |

### Национальный состав
По результатам переписи 2020 года, среди населения района русские составляли 75,3 %, марийцы — 16,7 %, удмурты — 3,7 %, татары — 2,8 %. В Каракулинском районе одна из самых высоких долей русских среди сельских районов республики, а также он является одним из трёх районов компактного проживания марийцев.

## Административное деление
В Каракулинский район как административно-территориальную единицу входят 13 сельсоветов. Сельсоветы (сельские администрации) как правило одноимённы образованным в их границах сельским поселениям (помимо упомянутых, это также Ильинский сельсовет (с центром в селе Каракулино, не входящим в него), к которому относятся деревни Клестово, Марагино, Ромашкино, Юньга, входящие в  сельское поселение Каракулинское).
В муниципальный район входили 12 муниципальных образований со статусом сельских поселений.
| №  | Бывшее сельское поселение | Административный центр | Количество населённых пунктов | Население | Площадь, км2 |
| -- | ------------------------- | ---------------------- | ----------------------------- | --------- | ------------ |
| 1  | Арзамасцевское            | село Арзамасцево       | 5                             | ↘688      | 112,60       |
| 2  | Боярское                  | деревня Боярка         | 2                             | ↘402      | 88,24        |
| 3  | Быргындинское             | деревня Быргында       | 2                             | ↘692      | 67,89        |
| 4  | Вятское                   | село Вятское           | 1                             | ↘366      | 100,02       |
| 5  | Галановское               | село Галаново          | 2                             | ↘538      | 102,75       |
| 6  | Каракулинское             | село Каракулино        | 6                             | ↗4438     | 197,17       |
| 7  | Колесниковское            | село Колесниково       | 1                             | ↗340      | 77,92        |
| 8  | Кулюшевское               | село Кулюшево          | 3                             | ↘662      | 86,79        |
| 9  | Малокалмашинское          | деревня Малые Калмаши  | 2                             | ↘573      | 94,60        |
| 10 | Ныргындинское             | деревня Ныргында       | 3                             | ↘716      | 90,79        |
| 11 | Пинязьское                | деревня Пинязь         | 3                             | ↘544      | 76,68        |
| 12 | Чегандинское              | село Чеганда           | 2                             | ↘472      | 97,11        |

### Населённые пункты
В Каракулинский район входят 32 населённых пункта.
| №  | Населённый пункт | Тип     | Население | Бывшее сельское поселение |
| -- | ---------------- | ------- | --------- | ------------------------- |
| 1  | Арзамасцево      | село    | ↘764      | Арзамасцевское            |
| 2  | Боярка           | деревня | ↘410      | Боярское                  |
| 3  | Быргында         | деревня | ↘601      | Быргындинское             |
| 4  | Вятское          | село    | ↘366      | Вятское                   |
| 5  | Галаново         | село    | ↘533      | Галановское               |
| 6  | Гремячево        | деревня | ↘93       | Кулюшевское               |
| 7  | Дубровка         | выселок | ↗41       | Ныргындинское             |
| 8  | Ендовка          | деревня | ↘84       | Арзамасцевское            |
| 9  | Зуевы Ключи      | деревня | ↗50       | Ныргындинское             |
| 10 | Каракулино       | село    | ↘4380     | Каракулинское             |
| 11 | Клестово         | деревня | ↗1        | Каракулинское             |
| 12 | Колесниково      | село    | ↗340      | Колесниковское            |
| 13 | Котово           | деревня | ↘201      | Пинязьское                |
| 14 | Кудекса          | деревня | ↘4        | Арзамасцевское            |
| 15 | Кулюшево         | село    | ↗333      | Кулюшевское               |
| 16 | Кухтино          | деревня | ↘90       | Боярское                  |
| 17 | Малые Калмаши    | деревня | ↘704      | Малокалмашинское          |
| 18 | Марагино         | деревня | ↗1        | Каракулинское             |
| 19 | Новопоселенное   | село    | ↘120      | Быргындинское             |
| 20 | Ныргында         | деревня | ↗745      | Ныргындинское             |
| 21 | Первомайск       | деревня | ↘2        | Каракулинское             |
| 22 | Пинязь           | деревня | ↘277      | Пинязьское                |
| 23 | Поповка          | деревня | →16       | Малокалмашинское          |
| 24 | Ромашкино        | деревня | ↘37       | Каракулинское             |
| 25 | Суханово         | деревня | ↘3        | Арзамасцевское            |
| 26 | Сухарево         | деревня | ↗130      | Галановское               |
| 27 | Усть-Бельск      | деревня | ↗35       | Чегандинское              |
| 28 | Усть-Сакла       | деревня | →360      | Кулюшевское               |
| 29 | Чеганда          | село    | ↘584      | Чегандинское              |
| 30 | Черново          | село    | ↘190      | Пинязьское                |
| 31 | Шумшоры          | деревня | ↗1        | Арзамасцевское            |
| 32 | Юньга            | деревня | ↗21       | Каракулинское             |

## Местное самоуправление
Государственная власть в районе осуществляется на основании Устава, структуру органов местного самоуправления муниципального района составляют:
1. Районный Совет депутатов — представительный орган местного самоуправления, в составе 25 депутатов, избирается каждые 5 лет.
2. Глава муниципального образования — высшее должностное лицо района, избирается Советом из своего состава. Должность Главы района занимает Русинов Сергей Николаевич.
3. Администрация муниципального образования — исполнительно-распорядительный орган муниципального района. Глава Администрации района назначается на должность Советом по результатам конкурса. Должность Главы Администрации района занимает Вдовушкин Иван Борисович.

Символика района
Официальными символами муниципального района являются герб и флаг, отражающие исторические, культурные, национальные и иные местные традиции и особенности.
Бюджет района
Исполнение консолидированного бюджета района за 2009 год:
- Доходы — 263,5 миллионов рублей, в том числе собственные доходы — 52,8 миллионов рублей (20,0 % доходов).
- Расходы — 276,4 миллионов рублей. Основные статьи расходов: ЖКХ — 22,8 миллионов рублей, образование — 138,6 миллионов рублей, культура — 19,1 миллионов рублей, здравоохранение — 20,4 миллионов рублей, социальная политика — 23,6 миллионов рублей.

## Социальная инфраструктура
Система образования района включает 14 школ, в том числе 9 средних и Государственное образовательное учреждение для детей-сирот и детей, оставшихся без попечения родителей «Каракулинская школа-интернат», 10 детских садов и Профессиональное училище № 27. Медицинскую помощь населению оказывают центральная районная больница в посёлке Каракулино и 9 фельдшерско-акушерских пунктов. Также в районе действуют 19 домов культуры и клубных учреждения, 16 библиотек, детская школа искусств, МУ «Комплексный центр социального обслуживания населения» (дом престарелых) и музей истории Каракулинского района.

## Экономика
Ведущую роль в промышленном комплексе района занимает добыча полезных ископаемых, на долю которой приходится более 99 % от всей промышленности района. Каракулинский район является самым крупным нефтедобывающим районом республики. Около 25 процентов всей добычи нефти в республике осуществляется на территории этого района.

## Археология
К эпохе поздней бронзы на территории района относятся памятники быргындинской культуры (Быргындинская стоянка, Ныргындинская стоянка).